# Alex Ali Ghanati
Alex Ali Ghanati, född 25 november 1979, mest känd som Alex Sayz, är en svensk House-DJ och musikproducent från Stockholm, Sverige.

## Biografi
År 2008 började Alex Sayz göra remixer på bland annat Beyonces “If I Were a Boy” som snabbt blev väldigt populär. Kort därefter började han producera egen musik. 
Han slog igenom med sin hit Fascination som spelades på nattklubbar i Sverige och toppade snabbt "Swedish Dance Chart". Alex Sayz andra hit "Shame on Me" spelades inte bara i Sverige utan toppade även den amerikanska Billboard-listan och topplistor i Sverige runt om, bland annat på Radio 107,5. 2010 släppte han också singeln "Hate to Love" vilket även den blev väldigt populär i både Sverige och utlandet. 
I dag driver Alex Ghanati tillsammans med producenten Niklas Bergwall skivbolaget TopDJ Music.

## Diskografi

### Singlar
- Alex Sayz feat. Sibel - United As One / 2010
- Alex Sayz feat. Evi - Hate to love / 2010
- Alex Sayz feat. Lawrence Alexander - Shame on me / 2009
- Alex Sayz feat. Antonia Lucas - Fascination / 2009